# 勒貝克 (加利福尼亞州)
勒貝克（英語：Lebec）是位於美國加利福尼亞州克恩縣的一個人口普查指定地區。

## 地理
勒貝克的座標為34°50′30″N 118°51′53″W / 34.84167°N 118.86472°W，而該地最高點為海拔高度1061米（即3481英尺）。

## 人口
根據2010年美國人口普查的數據，勒貝克的面積為39.702平方千米，當中陸地面積為39.701平方千米，而水域面積為0.001平方千米。當地共有人口1468人，而人口密度為每平方千米36人。